# Kristina Clonan
Kristina Clonan née le 13 avril 1998 à Maryborough, est une coureuse cycliste australienne, spécialisée de la piste.

## Palmarès sur piste

### Championnats du monde
| Édition / Épreuve    | 500 mètres | Vitesse par équipes | Scratch |
| Aigle 2016 (juniors) |            |                     | Bronze  |
| Hong Kong 2017       |            |                     | 9e      |
| Glasgow 2023         | Argent     |                     |         |
| Ballerup 2024        |            | Bronze              |         |

### Coupe du monde
- 2018-2019
  - 1re de la poursuite par équipes à Saint-Quentin-en-Yvelines (avec Ashlee Ankudinoff, Georgia Baker et Macey Stewart)

### Coupe des nations
- 2022
  - 1re du 500 mètres à Milton

### Jeux du Commonwealth
| Édition / Épreuve | 500 mètres |
| Birmingham 2022   | Or         |

### Championnats d'Océanie
| Édition / Épreuve | 500 mètres | Keirin | Vitesse individuelle | Vitesse par équipes | Poursuite individuelle | Poursuite par équipes                  | Course aux points | Scratch | Américaine        | Omnium |
| Melbourne 2016    |            |        |                      |                     | 7e                     |                                        | 8e                | 9e      | 5e                |        |
| Cambridge 2017    |            |        |                      |                     | Bronze                 | Argent                                 | Argent            | 10e     | Or (avec Stewart) | 5e     |
| Adélaïde 2018     |            |        |                      |                     |                        | Or (avec Ankudinoff, Baker et Stewart) |                   |         |                   | 4e     |
| Brisbane 2022     | Or         | Argent | Argent               | Argent              |                        |                                        |                   |         |                   |        |
| Brisbane 2023     | Or         | Or     | Argent               | Or                  |                        |                                        |                   |         |                   |        |
| Cambridge 2024    | Or         | Or     | Or                   |                     |                        |                                        |                   |         |                   |        |

### Championnats nationaux
- Championne d'Australie de l'américaine : 2017 (avec Macey Stewart) et 2018 (avec Maeve Plouffe)
- Championne d'Australie de poursuite par équipes : 2018
- Championne d'Australie du 500 mètres : 2020, 2021 et 2022
- Championne d'Australie du keirin : 2020, 2021 et 2022
- Championne d'Australie de vitesse : 2020, 2021 et 2022
- Championne d'Australie de vitesse par équipes : 2022 et 2023

## Palmarès sur route
- 2015
  -  Championne d'Océanie sur route juniors
  -  Médaillée de bronze du championnat d'Océanie du contre-la-montre juniors
- 2017
  - Austral Wheel Race
- 2018
  -  Championne d'Australie du critérium espoirs
  - 3e du championnat d'Australie sur route espoirs